# Zeitzbach
Der Zeitzbach ist ein Zufluss der Roda im Thüringer Holzland (Deutschland).

## Verlauf
Er durchfließt zum größten Teil das Naherholungsgebiet Zeitzgrund zwischen Stadtroda und Hermsdorf im Thüringer Holzland. Durch dieses enge Tal wurde auch einst die Bahnstrecke der Mitte-Deutschland-Verbindung zwischen Stadtroda und Gera gelegt.
Im Zeitzgrund wurden im 19. Jahrhundert zahlreiche mit Wasserkraft angetriebene Holzsäge- und Getreidemühlen errichtet, wovon zu Anfang des 20. Jahrhunderts viele Exemplare auf elektrischen Antrieb umgerüstet und seit den 1970er Jahren vielfach in Gaststätten und Übernachtungsmöglichkeiten umgewandelt wurden.

## Namensherkunft
Für die Namensherkunft gibt es zwei Theorien, wobei beide von  slawischen Ursprung ausgehen. Einerseits ist die Bedeutung Žito (Getreide), was aber eine ungewöhnliche Lautverschiebung von ž zu tz statt zu s voraussetzt. Die zweite Theorie leitet den Namen vom obersorbischen syćina, niedersorbischen syse bzw. dem polnischen sit (Binsen), was den Lautersatzregeln besser entsprechen würde.